# Ocupación austrohúngara de Serbia
La ocupación austrohúngara de Serbia comenzó con la conquista del Reino de Serbia por los Imperios Centrales en el otoño de 1915. De forma provisional y hasta que se decidiese el destino del territorio serbio, éste fue repartido entre Austria-Hungría y Bulgaria. En la porción entregada a la administración austrohúngara, se trató de someter definitivamente a Serbia para que dejase de ser un peligro para la cohesión del imperio. A comienzos de 1916, los territorios quedaron sometidos a una administración militar, que lo gestionó hasta octubre de 1918.

## Antecedentes
El estudiante serbobosnio Gavrilo Princip asesinó al heredero del trono austrohúngaro, el archiduque Francisco Fernando, el 28 de junio de 1914 en Sarajevo. El prestigio de Austria-Hungría requería que se castigase a Serbia, en opinión de los mandatarios imperiales, que la culpaban del magnicidio. El alto mando austrohúngaro deseaban acabar con la independencia del reino vecino, al que consideraba una amenaza inasumible para el futuro del imperio dada la considerable población eslava meridional de este.
Austria-Hungría declaró la guerra a Serbia el 28 de julio, justo un mes después del asesinato de Francisco Fernando. La artillería austrohúngara bombardeó la capital serbia, Belgrado esa misma noche desde la vecina Semlín, agresión que dio comienzo a la guerra. El mando del ejército de invasión se confió al general de artillería y gobernador general de  Bosnia y Herzegovina Oskar Potiorek, que había sido responsable de la deficiente seguridad durante la visita del archiduque y su esposa Sofía a Sarajevo. El 5.º Ejército austrohúngaro cruzó la frontera del Drina la mañana del 12 de agosto, con lo que dio comienzo la primera invasión de Serbia.

### Primera ocupación

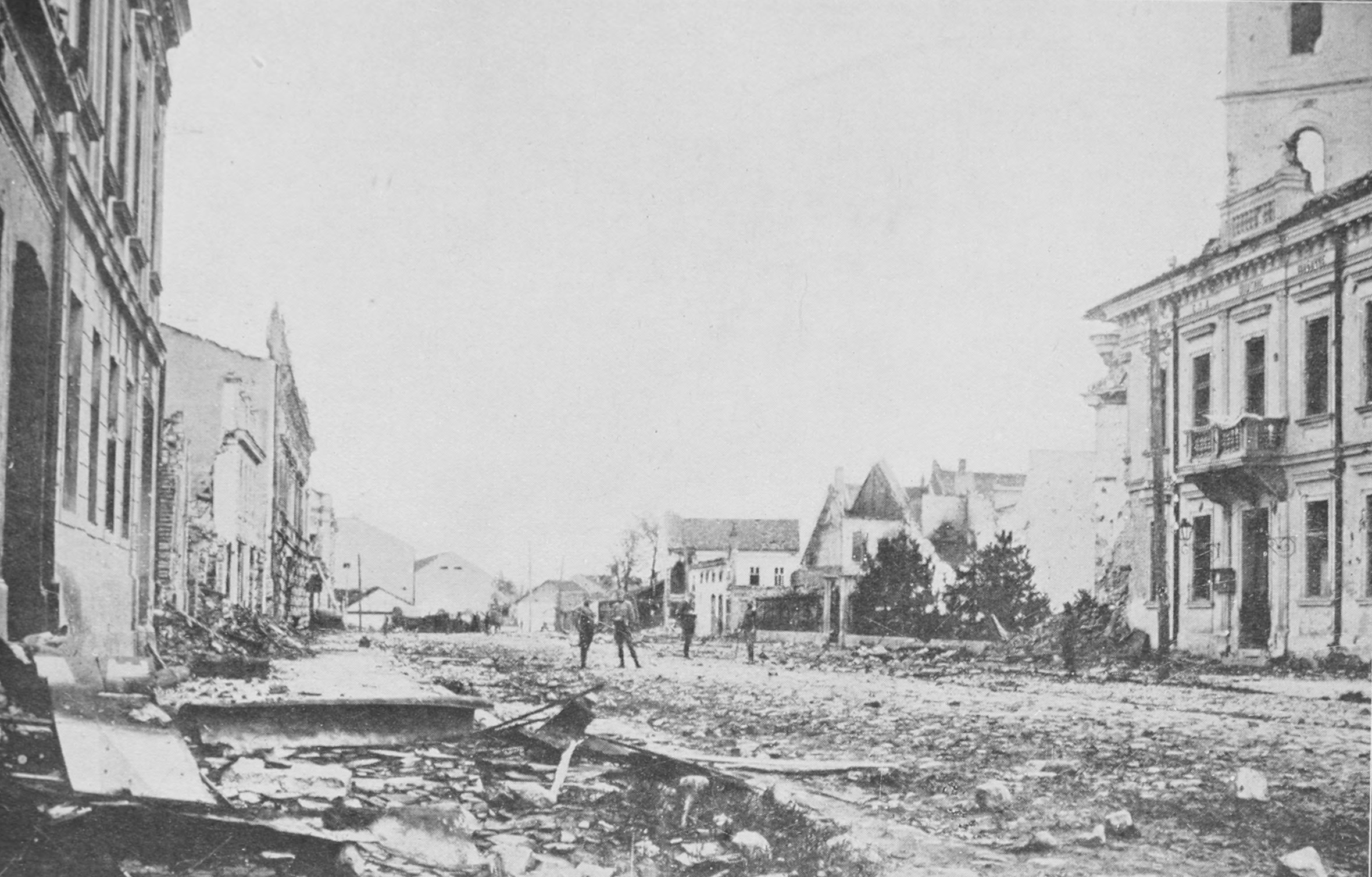
Šabac en una imagen de agosto de 1914. Fue el primer objetivo de la ofensiva austrohúngara y en ella se perpetraron numerosos desmanes contra la población

Los austrohúngaros definieron la campaña como una «expedición punitiva» (strafexpedition) y ocuparon parte del país durante trece días. Su objetivo era que Serbia dejase de ser una amenaza para el imperio y castigarla por atizar el nacionalismo sudeslavo en él. La ocupación se volvió una guerra de aniquilación que incluyó matanzas de civiles y utilización de rehenes. Las tropas invasoras cometieron crímenes de guerra contra la población serbia, en especial en la Moesia done, según el historiador Geoffrey Wawro, el ejército imperial perpetró una serie de atrocidades. Se calcula que entre tres mil quinientos y cuatro mil civiles perecieron a manos de los invasores, tanto en ejecuciones ordenadas por los mandos como en matanzas espontáneas de la tropa.
Las matanzas se verificaron en diversos pueblos del norte ed Serbia. Ciento veinte personas, la mayoría mujeres, niños y ancianos que habían sido encerrados en la iglesia de Šabac fueron fusilados el 17 de agosto por orden del teniente mariscal de campo (feldmarschall-leutnant) Kasimir von Lütgendorf. El resto también fueron asesinados brutalmente: unos apaleados hasta morir, otros ahorcados, apuñalados, muertos por mutilación o quemados vivos. En el pueblo de Lešnica se descubrió luego una fosa con los cadáveres de ciento nueve campesinos que habían sido atados juntos con cuerda y alambre y fusilados; a continuación, se los había enterrado, cuando algunos aún vivían. En Krupanj, soldados de la 42.ª División de la Guardia Nacional, una unidad totalmente croata apodada la «división del diablo», asesinó a culatazos a un grupo de ancianos y niños y ahorcó a los que habían sobrevivido a la paliza.

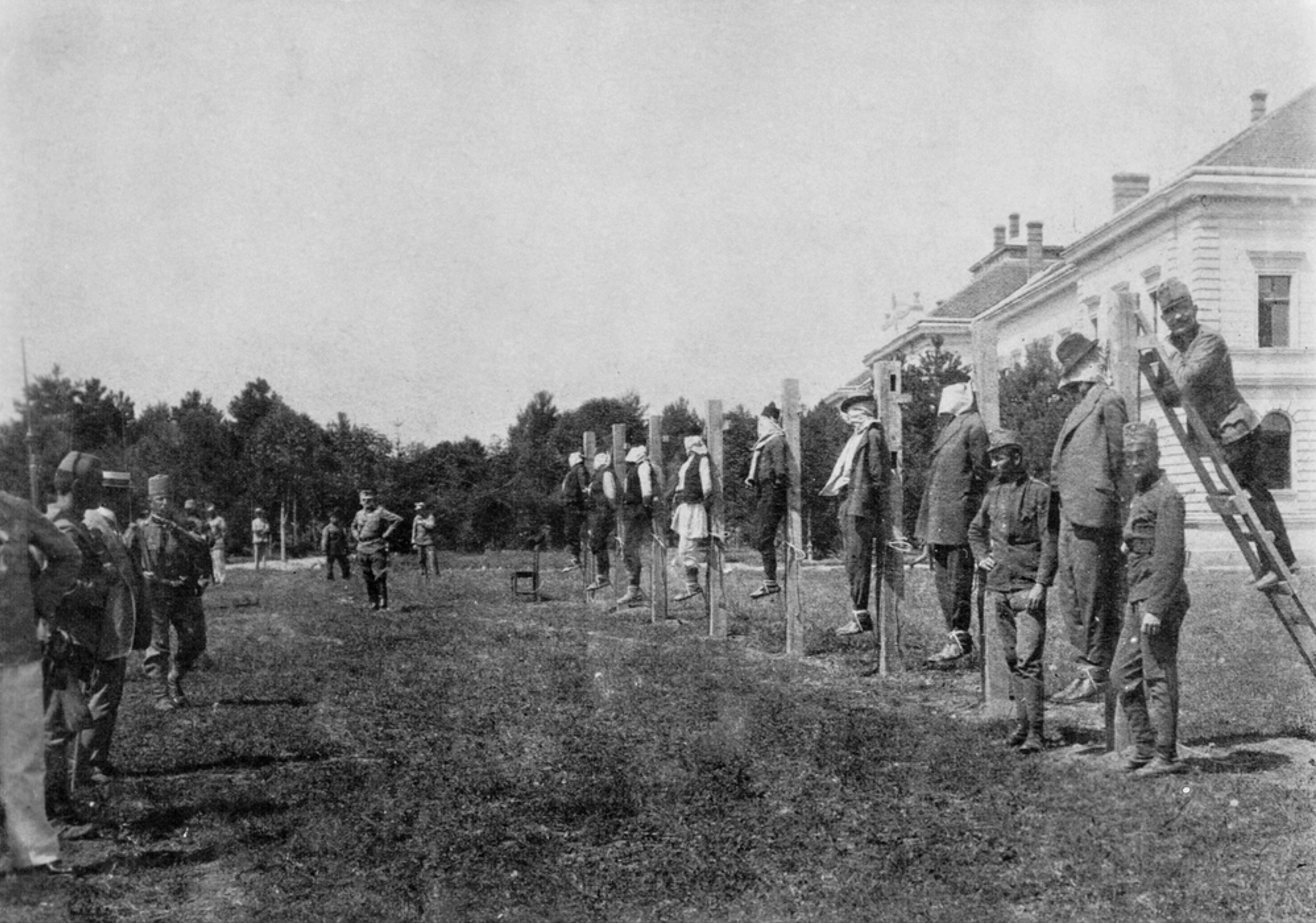
Postal que muestra el ahorcamiento de serbios en Kruševac junto a soldados austrohúngaros que pesan para la fotografía.

Estas tropelías contra la población civil las inspiraba el propio mando con las violentas arengas de los jefes militares; el mismo Potiorek ordenó el 13 de agosto que se hiciesen ahorcamientos, se cogiesen rehenes y se incendiasen casas como castigo. A los ahorcados a menudo se los dejaba colgando durante varios días de los patíbulos, los árboles o las farolas, como escarmiento y señal de cómo el ejército austrohúngaro pensaba tratar a los sospechosos de resistirse a la invasión. Los austrohúngaros fotografiaron a menudo las ejecuciones y de algunas se hicieron postales que vendía el propio ejército. El criminólogo y médico suizo Archibald Reiss plasmó los atropellos del ejército invasor en un informe que luego presentó en la Conferencia de Paz de París (1919). Reiss calculó que el número de civiles asesinados durante la fallida invasión entre tres mil y cuatro mil, muchos de ellos mujeres y niños; además, en la zona de Šabac contó 1658 incendiados. El ejército austrohúngaro desató una ola de saqueos, violaciones, asesinatos, exterminio de la población y otras atrocidades. Reiss comparó los desmanes austrohúngaros con la ocupación alemana de Bélgica.
El ejército serbio recuperó Šabac el 24 de agosto tras haber vencido al enemigo en la batalla de Cer; los soldados serbios alcanzaron las orillas del Sava que marcaba la frontera y con ello pusieron fin el primer intento de invasión del país.

#### Invasiones fallidas
El ejército austrohúngaro emprendió una segunda invasión el 8 de septiembre: una ofensiva nocturna en tenaza allende el Drina para asegurarse una cabeza de puente en territorio serbio. Los austrohúngaros emplearon esta vez todas las fuerzas del frente meridional y merced a ello doblaban en número al enemigo; a este empezaba faltarle además la munición. Sin embargo, los serbios resistieron denodadamente y obligaron al 5.º Ejército a retirarse a Bosnia, al tiempo que detenían en seco el avance del 6.º mediante un fuerte contraataque. Por añadidura, el barco insignia de la flotilla austrohúngara del Danubio, el SMS Temes, que había participado en el bombardeo de Belgrado el primer día de la guerra, se hundió al chocar con una mina en el Sava. La segunda invasión les costó treinta mil bajas a los austrohúngaros, que no pudieron avanzar, pero sí conservar cierto territorio en Serbia.
Potiorek estaba convencido de que el enemigo estaba a punto de sucumbir, por lo que reunió a sus fuerzas y emprendió una tercera ofensiva el 5 de noviembre de 1914. Aprovechó la ventaja artillera de que gozaba —como los morteros pesados— para apoderarse de Valjevo el 15 del mes y, con la colaboración de la flota fluvial y de aviones de reconocimiento, la propia capital serbia el día 30, que hubo de evacuar el ejército serbio.

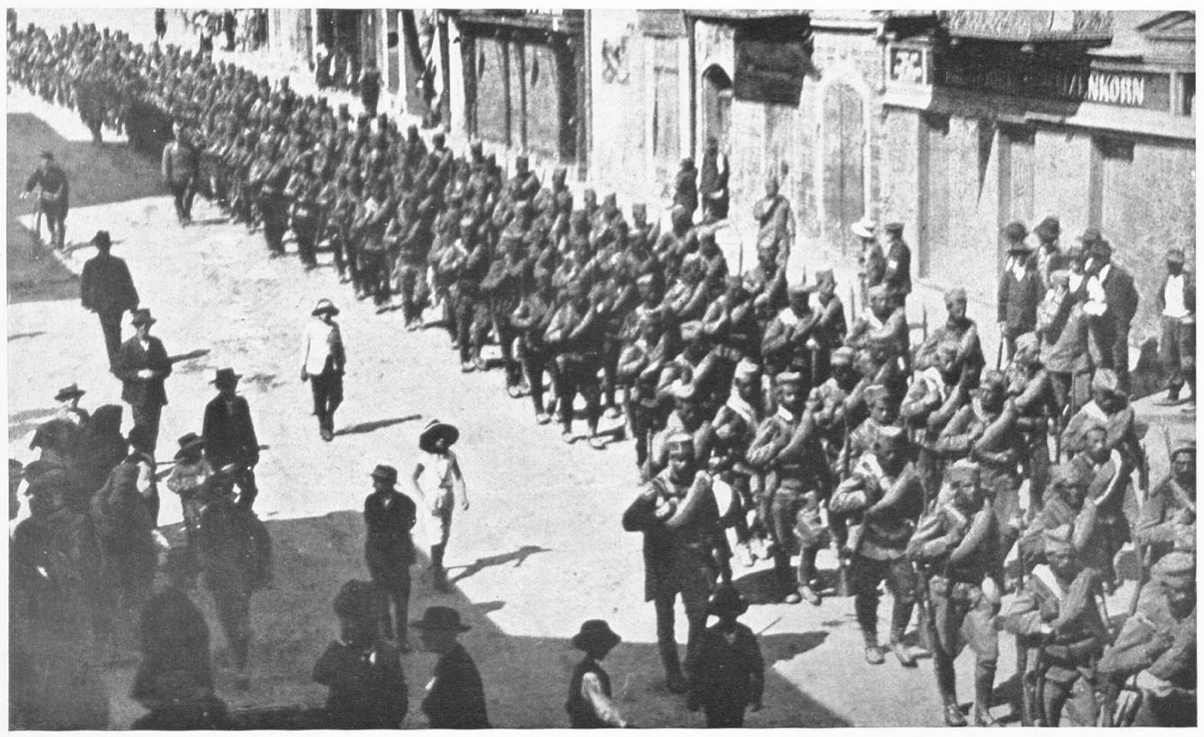
Tropas serbias atraviesan la ciudad enemiga de Semlín, lindante con Belgrado, en diciembre de 1914

El territorio conquistado se dividió en cinco unidades territoriales 88etappenbezirkskommando). El emperador nombró gobernador general de serbia el 24 de noviembre al mariscal de campo austrohúngaro Stjepan Sarkotić, jefe de las 42.ª División de Infantería de la Guardia Nacional durante la primera invasión. Sarkotić creó varios campos de concentración en los que se encerró a decenas de miles de serbios; además, tan solo en la ciudad de Šabac, entre mil quinientos y dos mil civiles fueron deportados a campos de internamiento en Hungría. Scianna afirma que las acciones de los austrohúngaros tenían por fin exterminar al enemigo.
Sin embargo, el ejército serbio contraatacó a comienzos de diciembre, venció a los austrohúngaros en la batalla de Kolubara y recobró Belgrado un día después que de que se hubiese creado el nuevo Gobierno militar del general Sarkotic. Llegó incluso a apoderarse de la vecina localidad de Semlín mientras perseguía al enemigo en retirada.
Los responsables civiles y militares austrohúngaros vieron como un baldón la derrota del ejército imperial a manos de Serbia, a la que consideraban un pequeño reino balcánico de labradores. Un oficial austríaco llegó a afirmar que los soldados de Potiorek lo fusilarían si se atrevía a presentarse ante ellos. Este fue relevado del mando el 22 de diciembre, que pasó al archiduque Eugenio de Austria. La invasión austrohúngara había fracasado, pero a costa de cien mil bajas serbias; el ejército serbio estaba agotado y el país pronto sufrió una epidemia de tifus que afectó tanto a la población civil como al ejército.
El agotamiento serbio hizo que los alemanes animasen a los austrohúngaros a abordar una nueva campaña contra Serbia, pese a que por entonces estaban enfrascados en costosos combates con Rusia en el frente oriental. Por ello, los austrohúngaros descartaron una nueva invasión hasta el otoño de 1915, cuando pudieron contar ya con la participación de Bulgaria en la nueva operación.

### Conquista de Serbia
Bulgaria y Alemania suscribieron un tratado secreto de alianza militar el 6 de septiembre de 1915. Alemania prometió al reino balcánico que obtendría toda la Macedonia serbia, parte del noreste de Serbia y un préstamos de doscientos millones de francos oro a cambio de que participase en la próxima invasión de Serbia. El acuerdo se firmó en la ciudad alemana de Plessa.

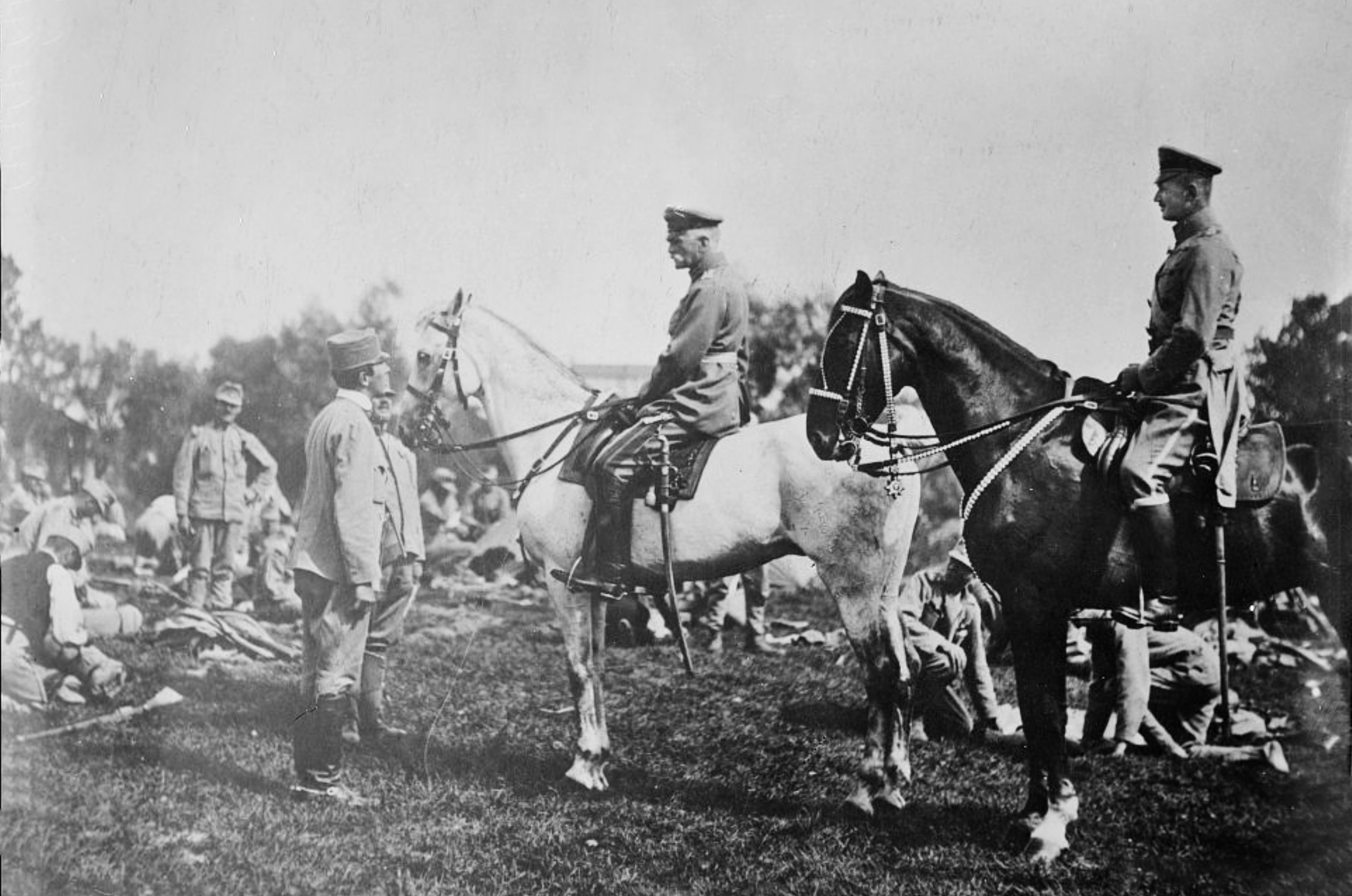
El mariscal de campo August von Mackensen visita a una unidad austrohúngara durante la campaña serbia del otoño de 1915

Austria-Hungría y Alemania emprendieron la nueva invasión de Serbia el 5 de octubre. Era el cuarto intento austrohúngaro de someter al reino vecino y esta vez el mando correspondió al general alemán August von Mackensen. La operación comenzó con un bombardeo al que siguió días después el cruce del Sava por tres cuerpos de ejército austrohúngaros y otros tantos alemanes; las seis unidades formaban el Grupo de Ejércitos Mackensen. El grueso del ejército serbio se hallaba concentrado en el norte del país para hacer frente a la agresión, lo que facilitó la invasión desde el este de los dos ejércitos búlgaros que cruzaron la frontera el 14 de octubre y se encaminaron hacia Niš ay Skopie. La acometida búlgara costó las comunicaciones del ejército enemigo con el sur e impidió a este que se replegase en esa dirección, donde ya se encontraba el grupo de socorro del general francés Maurice Sarrail, que avanzaba hacia el norte siguiendo el curso del Vardar desde la nueva base aliada en el puerto griego de Salónica. El rey Constantino I de Grecia se negó a que el ejército griego acudiese en auxilio de Serbia, pese a que los dos países estaban vinculados por un tratado de ayuda mutua desde 1913 y también rechazó que los Aliados utilizasen los ferrocarriles del país para acelerar su despliegue en la zona.
Los Imperios Centrales gozaban de amplia superioridad en tropas y armamento respecto del enemigo, especialmente en artillería. Para entonces el frente se extendía por unos mil kilómetros. Serbia y Montenegro apenas contaban con la mitad de los soldados que la coalición austro-germano-búlgara. Así, la invasión del país concluyó tras apenas seis semanas de combates. Al concluir la invasión de Serbia de 1915, esta estaba casi completamente ocupada por los Imperios Centrales. La operación conjunta de fuerzas austro-alemanas que atacaron desde el norte, y búlgaras que lo hicieron desde el este, había atrapado al ejército serbio en una pinza que logró finalmente quebrar su resistencia y permitir la ocupación del país.
Los Imperios Centrales alcanzaron los objetivos estratégicos que se habían planteado al planear la operación, pero la victoria no fue completa porque parte de los ejércitos serbio y montenegrino lograron retirarse a través de Albania y Montenegro y alcanzar la costa adriática. Unos ciento cuarenta mil soldados y cientos de miles de civiles fueron evacuados por los Aliados a la isla griega de Corfú, entre ellos la familia real y el Gobierno. El ejército serbio se reorganizó en Grecia y pasó luego al frente macedonio, a combatir a las unidades búlgaras y alemanas que combatían en esa zona.

### El reparto de la conquista
El Reich no deseaba participar en la ocupación militar de Serbia, por lo que esta se dividió entre los otros dos invasores, el Imperio austrohúngaro y Bulgaria. Así pues, Serbia quedó dividida entre Austria-Hungría y Bulgaria a finales de 1915; los dos países ocupantes crearon Gobiernos militares para administrar las zonas que les habían correspondido en el reparto. Según los acuerdos firmados el 6 de septiembre, el río Morava marcó el límite entre los territorios sometidos a la administración austrohúngara y los entregados a la búlgara; los primeros comprendían el norte, centro y oeste de Serbia, mientras que Macedonia y la región de Niš, que había sido capital  serbia durante la guerra, conformaron los segundos.
Debido a la oposición de los húngaros, representados por el primer ministro magiar Esteban Tisza y el diplomático Esteban Burián, a que el imperio se anexase nuevos territorios de población eslava, los mandatarios imperiales se abstuvieron de precisar el fin que aguardaba a los territorios serbios que administraban.
El país se dividió en tres zonas tras la retirada del ejército serbio: la austrohúngara abarcaba la zona occidental desde el Gran Morava hasta la frontera con la región macedonia e incluía la capital, Belgrado; la búlgara englobaba la Macedonia serbia y las tierras al este del Gran Morava y el sur del país de Serbia entre Kosovo y el Danubio; la tercera zona era la de supervisión alemana, en la que se incluyó el territorio al este del Gran Morava, el Morava meridional en Kosovo y el valle del Vardar. Por añadidura, los alemanes se hicieron con el control de los todos los ferrocarriles, las minas las explotaciones forestales y los recursos agrícolas del país.

### Objetivos bélicos de los Imperios Centrales respecto de Serbia

La zona de ocupación austrohúngara, con las unidades administrativas, las capitales y las principales localidades.

Ya en 1914, el Gobierno imperial deseaba controlar estrechamente a la población serbia, bien mediante la anexión de los territorios que habitaban o sometiendo a control político y económico a Serbia y Montenegro. La conquista de Serbia en 1915 afectó a los objetivos austrohúngaros para la región: los nuevos objetivos para Serbia y Montenegro se fijaron en la conferencia del 7 de enero de 1916, que reunió a las principales figuras de la política imperial.
El imperio se adueñó de pequeñas porciones del territorio serbio, privándolo de acceso al Danubio —ya carecía de acceso al mar Adriático—. Además, los mandatarios imperiales sopesaron la conveniencia de instaurar una nueva dinastía en el país. En la primavera de 1917, en las conferencias de Kreuznach, el imperio propuso mantener la apariencia de independencia de Serbia, pero someterla al dominio total de Viena.
Los acuerdos entre Bulgaria y sus aliados centroeuropeos desmembraron Serbia y permitieron que los búlgaros se anexasen vastos territorios de la Macedonia, tanto serbia como griega. Los tratados con Bulgaria le permitían a esta anexarse Macedonia hasta las orillas del Morava. La tensión entre Austria-Hungría y Bulgaria comenzaron cuando esta extendió su control al Kosovo occidental, parte de la zona asignada a la primera, e incluso a parte de la Albania oriental, hasta Elbasan; Austria-Hungría consideraba Albania un estado ocupado pero favorable al imperio y de crucial importancia. El káiser Guillermo aclaró en diversas ocasiones al rey Fernando I de Bulgaria que Alemania apoyaba la «independencia albanesa bajo protección austríaca». Burián también le recordó al soberano búlgaro que los intereses austrohúngaros comenzaban en la raya pactada entre las dos zonas de ocupación. Sin embargo, en el pacto de alianza secreto germano-búlgaro se había estipulado que la mayoría de Kosovo, incluidas las comarcas de Pristina, Prizren, Gnjilane, Uroševac y Orahovac, quedarían englobadas en la Región Militar de Macedonia, en la zona de ocupación búlgara. Metohija —el suroeste de Kosovo— por el contrario, quedaría en la zona austrohúngara, en el Montenegro ocupado, junto con el resto de Montenegro, incluida Kosovska Mitrovica, Vučitrn y Đakovica; este territorio quedaría sometido al Gobierno Militar de Serbia. Por su parte, los búlgaros afirmaban que tenían derecho a extender su administración civil a cualquier territorio que conquistasen, incluso a los que quedasen fuera de lo acordado en el tratado con Alemania. Conrad sospechaba que Bulgaria deseaba anexarse toda la región y despachó tropas para expulsar a los funcionarios búlgaros. Esto precipitó un enfrentamiento entre las tropas austrohúngaras y las guarniciones búlgaras. El jefe militar búlgaro Racho Petrov presentó un ultimátum el 27 de febrero en el que exigió la evacuación austrohúngara inmediata de Kačanik, junto a la frontera macedonia, lo que agudizó la tensión. Por su parte, Conrad avisó al alto mando búlgaro de que habría un choque militar a menos que sus oficiales dejasen de inmiscuirse en la administración austrohúngara de la zona. El mando austrohúngaro ordenó a sus soldados apoderarse de Novi Pazar el 15 de marzo y se aprestó a incluir Kosovska Mitrovica en su zona de administración.
Las diferencias entre búlgaros y austrohúngaros acerca de la línea de separación de los territorios asignados a unos y a otros obligaron al Imperio alemán a mediar entre ambos: el general alemán Erich von Falkenhayn, jefe del Estado Mayor, ordenó a Mackensen que terciase. Este acudió a Sofia para entrevistarse con Fernando y con el primer ministro Vasil Radoslavov. Finalmente, las dos partes aceptaron la propuesta alemana para acabar con la tensión: los altos mandos búlgaro y austrohúngaro firmaron el nuevo reparto territorial el 1 de abril de 1916. Los búlgaros se retiraron hacia el este, pero conservaron las comarcas de Prizren y Pristina; por el contrario, Albania y el Kosovo occidental volvieron a pasar a la gestión austrohúngara. Así, el nuevo acuerdo entregó a la Administración búlgara zonas serbias que no le habían correspondido en el reparto inicial. A cambo, Bulgaria consintió en dar acceso a Alemania a los valles situados al este del Gran Morava y el  Morava meridional en Kosovo y al valle del Vardar, lo que hicieron de Macedonia y Kosovo territorios explotados económicamente por el Imperio alemán.
En 1918, durante las negociaciones sobre el estado definitivo de Serbia, el Reich impuso su integración en su plan para Centroeuropa, sin que el Imperio austrohúngaro, agotado por cuatro años de guerra, pudiese evitarlo. A lo largo del conflicto, fue palmario el interés del Gobierno y del mando militar alemanes por controlar indirectamente Serbia. El Gobierno alemán expresó su preferencia por crear un Estado serbo-montenegrino unido. Esperaba ejercer el dominio político y económico sobre este, pese a la distancia entre los dos países. Desde finales de 1915, el Reich mostró claramente su ambición por explotar las líneas férreas y las minas serbias; los austrohúngaros, por su parte, rechazaron los intentos alemanes por someter la región a su dominio. Los acuerdos de 1916, no obstante, garantizaron el control alemán de las riquezas minerales serbias.

## Control político y económico
Para administrar los territorios que se les habían asignado en el reparto de Serbia, los mandatarios austrohúngaros, divididos en cuanto a qué hacer con ellos,  instauraron primeramente una administración militar, el Militärgeneralgouvernement Serbien. Además, tanto la minería del país como sus vías de transporte quedaron al servicio de los Imperios Centrales.

### Implantación de la administración ocupante
El imperio tomó posesión oficial de los territorios serbios que le habían correspondido en el reparto del reino el 1 de enero de 1916. El alto mando austrohúngaro (Armeeoberkommando o AOK) ordenó el 1 de enero de 1916 la creación del Gobierno General Militar de Serbia (Militärgeneralgouvernement in Serbien o MGG/S) con sede en Belgrado, sometido a la autoridad del AOK, presidido primero pov el general Franz Conrad von Hötzendorf y luego, por el coronel general Arthur Arz von Straußenburg. El gobernador general tenía grado de comandante de cuerpo de ejército.. La nueva administración militar se confió al gobernador general, general Johannes Salis von Seewischen. Este, croata, tenía experiencia en el combate contra las guerrillas que había adquirido en Macedonia y había ostentado el mando de la 42.ª División tras Sarkotić. El emperador lo nombró a finales de 1915, pero tomó posesión oficial del cargo el 1 de enero de 1916. El comisario civil del Gobierno militar fue el historiador Lajos Thallóczy, experto en los Balcanes y subordinado directamente a Salis-Seewis, que llegó a Belgrado el 17 de enero.
El dominio del territorio quedó a cargo de una fuerza de cincuenta mil hombres, de los que solamente unos quince mil estaban en disposición de combatir; la estructura territorial se adaptó al modelo austrohúngaro. Así, la Serbia austrohúngara se dividió en trece círculos (kreise) —uno de ellos era el de la propia capital serbia—, que a su vez se dividían en sesenta y cuatro distritos (bezirke). Al personal militar destinado a la gestión de esta nueva organización territorial se le añadía una red paralela de los servicios de espionaje, que se desplegó por el territorio en 1916 para asegurar el estricto control de la población.
Si los austríacos dominaron la parte militar de la Administración, la civil quedó fundamentalmente en manos de húngaros y croatas. La organización tuvo cuatro departamentos: el militar, el económico, el judicial y el político; este último contaba con su propio grupo de información y policía, que mandaba un antiguo oficial de la «división del diablo», el mayor Slavko Kvaternik. El espionaje militar (nachrichtenabteilung) dependía del croata Lujo Šafranek-Kavić; el ejército austrohúngaro dependía fundamentalmente de los oficiales sudeslavos —que dominaban el serbocroata— para recabar información.
Thallóczy pereció en un accidente ferroviario en diciembre de 1916 cuando regresaba de Viena a Belgrado. Le sucedió en el cargo en enero de 1917 Teodor Kušević, alto funcionario de Bosnia y Herzegovina. El puesto ganó en importancia gracias a que empezaron a depender de él el comercio, la policía, la religión, la educación, la justicia y las finanzas.

### Fuerzas de ocupación
El Gobierno militar contaba con cierto número de unidades militares a su disposición para controlar el territorio a su cargo. En agosto de 1916, esta consistían en treinta y cinco batallones, un regimiento de la Landsturm, seis compañías de patrullas, doce unidades de guardias ferroviarios y cuatro escuadrones, medio de caballería y siete baterías —dos de ellas antiaéreas—; en total unos setenta mil soldados, de los que cincuenta mil estaban dispuestos para participar en operaciones militares. Además, en las ciudades y pueblos operaban cinco mil gendarmes, en grupos de veinte o treinta agentes. Las compañías de patrullaje también podían servir como reservas móviles si era menester.

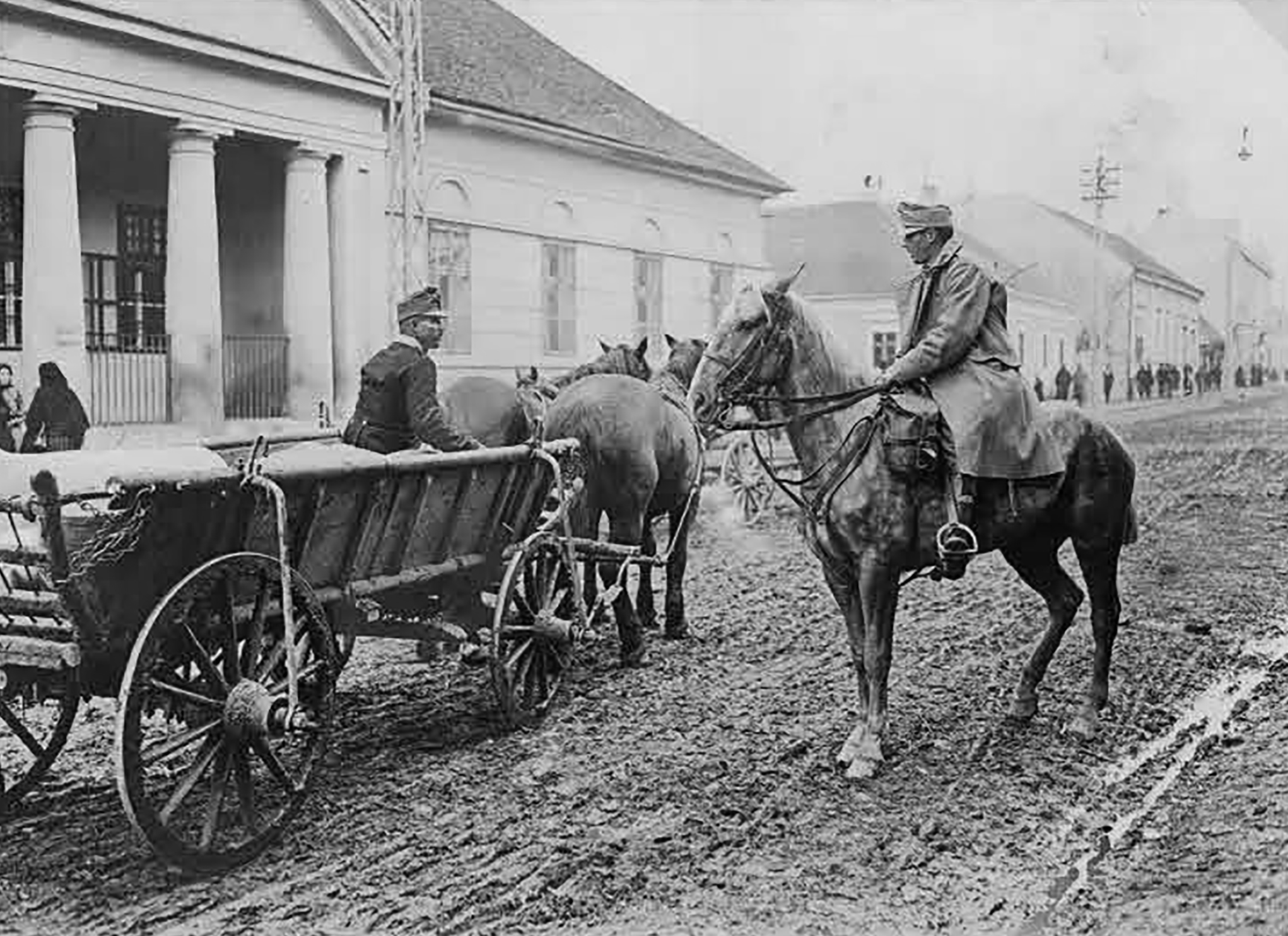
Compañía austrohúngara de patrulla por las calles de Ruma.

Los austrohúngaros reclutaron agentes entre las minorías que simpatizaban con el imperio para que participasen en las labores policiales de control de la población y la persecución de guerrilleros. Las autoridades ocupantes permitieron que los albaneses de Kosovo se alistasen en las Fuerzas Armadas imperiales, con el respaldo de Thallóczy. Algunos notables albaneses de Novi Pazar y Kosovska Mitrovica proclamaron su apoyo al imperio y se ofrecieron a reclutar voluntarios para que sirviesen a los ocupantes. Según los apuntes del coronel Hugo Kerchnawe, los musulmanes del Sandžak y los albaneses de Kosovo eran leales y colaboraban con el imperio; Kerchnawe indicó que los intereses de ambas partes coincidían.
Thallóczy formó una comisión especial dedicada el reclutamiento, con la que colaboraron antiguos oficiales otomanos y jefes de milicias bosnias. La comisión logró reclutar a ocho mil hombres, pese a que este reclutamiento infringía lo dispuesto por las Conferencias de La Haya de 1899 y 1907, que Austria-Hungría se había comprometido a respetar. Las convenciones de La Haya prohibían el empleo de la población de un territorio ocupado en las actividades bélicas del ocupante. Pese a ello, los austrohúngaros formaron un batallón en marzo de 1917, que contó con exoficiales otomanos y el complemento de gendarmes bosnios.
Grupos paramilitares de los clanes albaneses de Kosovo y del norte de Albania habían participado el calidad de tropas auxiliares austrohúngaras en la campaña de 1915; luego participaron también en la persecución de las guerrillas serbias que operaban en el territorio ocupado. Estos grupos antiguerrilleros tomaron por modelo las unidades equivalentes bosnias: los streifkorps, grupos paramilitares de voluntarios musulmanes con experiencia en la lucha contra la guerrilla serbia con fama de brutalidad. Cada distrito contaba además con unidades dedicadas a la persecución de la guerrilla, compuestas por cuarenta hombres a las órdenes de un oficial. Las autoridades de ocupación búlgaras también emplearon gendarmes e irregulares albaneses en su zona.

### Desavenencias austrohúngaras: el futuro de Serbia
Pronto surgieron desavenencias entre la administración civil y militar y entre los funcionarios cisleitanos y los transleitanos. El representante húngaro del Ministerio de Asuntos Exteriores, Lajos Széchényi, afirmó que las medidas de Salis-Seewis conducían a la anexión de Serbia al imperio, algo a lo que se oponía rotundamente también Thallóczy, que seguía en ellos las instrucciones del primer ministro húngaro István Tisza.
Thallóczy se quejó a Tisza a mediados de febrero de 1916 sobre los copiosos eslavos que ostentaban puestos relevantes: «el gobernador es croata, el jefe del Estado Mayor es checo, el vicegobernador es de las antiguas marcas militares y el nuevo oficial del Estado Mayor Slavko Kvaternik es yerno del independentista croata Josip Frank».

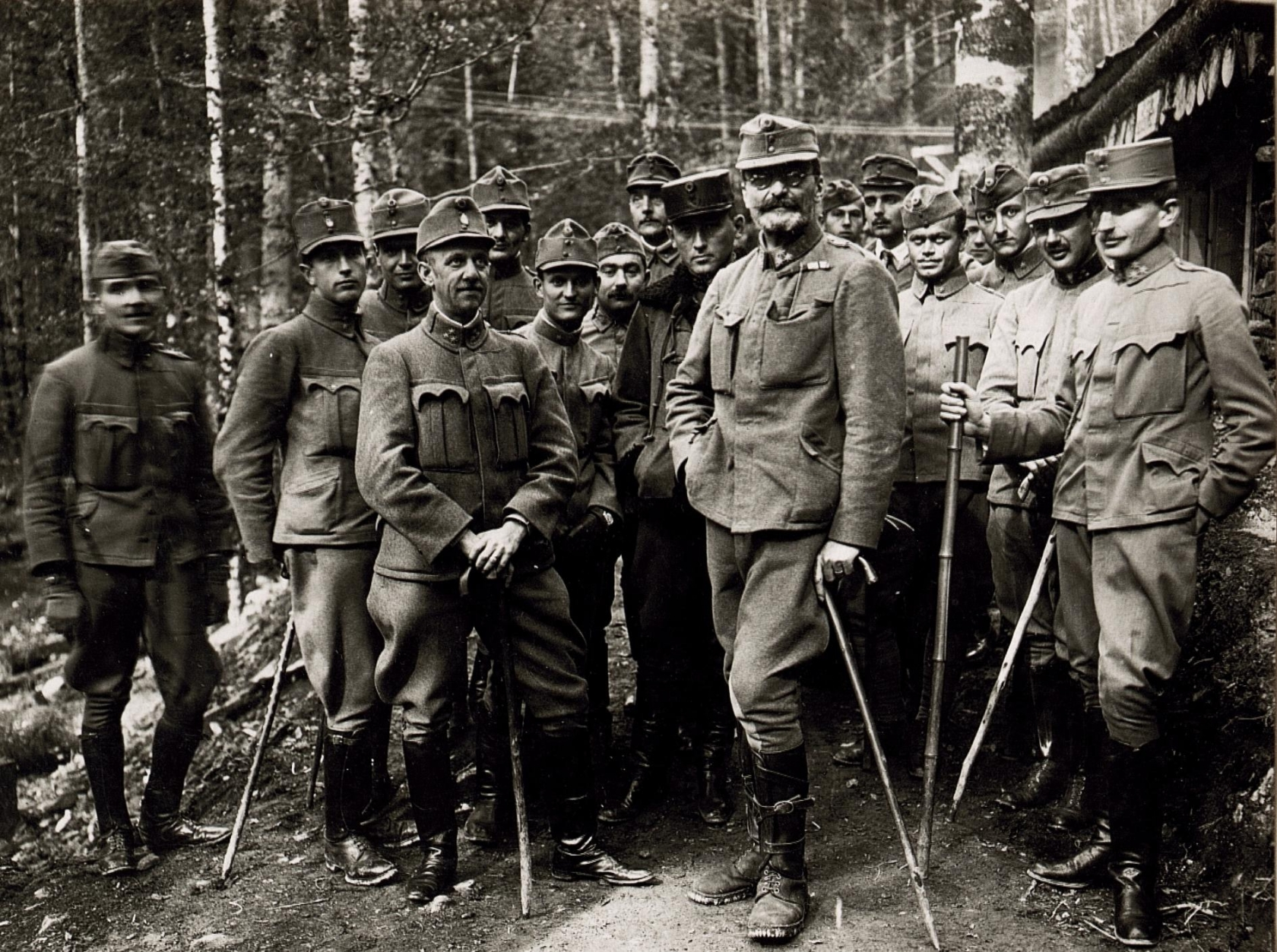
El primer ministro húngaro, el conde István Tisza, de gira por Belgrado y el norte de Serbia en mayo de 1916.

El general Conrad pensaba que el gobierno militar de Serbia precedería a la posterior anexión del territorio que, junto con Montenegro y Albania, formaría parte de una futura unión sudeslava encabezada por Croacia. Consideraba que si el imperio no absorbía Serbia, dejaría de ser una gran potencia. El ministro de Asuntos Exteriores, Esteban Burián, también era partidario de la anexión, pero únicamente si el territorio se integraba en la mitad húngara del Estado.
Tisza se negaba en redondo a aceptar la anexión puesto que aumentaría sustancialmente la población eslava de Austria-Hungría y reduciría al mismo tiempo la proporción de húngaros. Propugnaba como alternativa que el norte de Serbia se poblase con granjeros húngaros y alemanes que se asentasen allí en calidad de colonos. Recorrió junto con Salis-Seewis y Conrad los tres distritos noroccidentales serbios y la gira le convenció de que la administración militar buscaba claramente la anexión del territorio.
Por ello, Tisza se quejó oficialmente a Burián y solicitó que se reformase el Gobierno militar; pidió la destitución de Salis-Seewis —cuya gestión tildó de «serbófila e incompetente en lo económico»— y la censura de aquellos que abogaban por integrar Serbia en el imperio. Burián comunicó la queja al emperador Francisco José que, el 6 de julio de 1916, destituyó a Salis-Seewis y a su jefe del Estado Mayor, el coronel Gelinek, a los que sustituyó respectivamente con el general Adolf Freiherr von Rhemen y el coronel Hugo Kerchnawe; los nuevos nombramientos tomaron efecto el 26 del mes. Rhemen mantuvo el cargo hasta el final de la guerra.

### Hambruna del invierno de 1915-1916
La atribulada situación de la población serbia tras cuatro años de guerra casi ininterrumpida se plasmaron en los informes austrohúngaros de 1915: la población estaba en riesgo de sufrir una hambruna. La vuelta a las ciudades de los que habían huido de los combates durante la campaña de ese año agudizó la escasez de alimentos. Los informes de final de año recalcaban la necesidad de socorrer a la población para evitar una catástrofe. Las distintas tropas habían acabado con una parte notable de los alimentos almacenados y del ganado durante los combates. Lo restante había quedado en manos de las autoridades ocupantes, que implantaron un sistema de racionamiento.
Pese a la adversa situación, Conrad ordenó a comienzos de 1916 que se explotasen al máximo los recursos serbios, sin importar las consecuencias para la población. Sin embargo, se organizaron campañas internacionales de auxilio a Serbia, en la que participaron organizaciones estadounidenses, suizas y suecas. Según datos de la Cruz Roja, más de ocho mil serbios murieron de hambre durante el primer invierno de la ocupación.

### Sometimiento económico

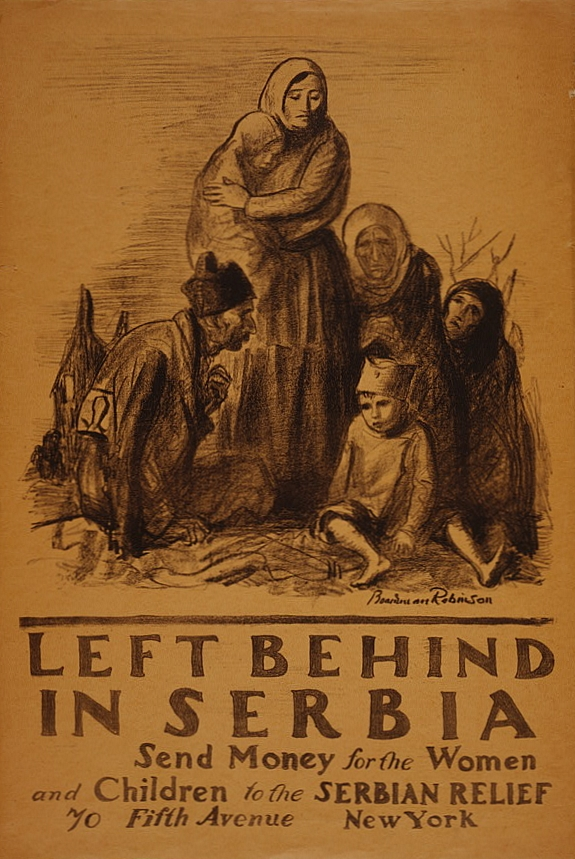
Cartel neoyorquino en favor del socorro a Serbia, de 1918 aproximadamente

Los mandatarios de los Imperios Centrales no se limitaron a imponer la tutela política a Serbia. Los alemanes aprovecharon su preponderancia entre las cuatro naciones que componían la liga bélica para dominar estrechamente la economía y el territorio serbios, de importancia estratégica en el conflicto mundial. Las quejas de Burián por lo que consideraba brutal explotación alemana del territorio que causaba hambre y pobreza a la población tensaron las relaciones austro-alemanas. Alemania había logrado la concesión de zonas que dedicaba a la producción agrícola para el abastecimiento de sus tropas en el frente macedonio (las etappenzone). La explotación económica en general la gestionaba la Sociedad Orientalista Alemana (Deutsch-orientalische Gesellschaft), que se aseguró de que dos tercios de la producción minera serbia fuese a parar a Alemania en concepto de compensación por la ayuda militar que prestaba a sus aliados; los intereses y necesidades austrohúngaras de materias primas quedaron postergadas frente a los alemanes.
A comienzos de 1916, los ingenieros alemanes comenzaron a reparar las líneas férreas, previamente saboteadas primero por los austrohúngaros en 1914 y luego por los propios serbios durante la retirada de 1915; estas líneas permitían unir al Reich con Bulgaria y el Imperio otomano.
El alto mando austrohúngaro calculó que a mediados de mayo de 1917 ciento setenta mil vacas, ciento noventa mil ovejas y cincuenta mil cerdos se habían exportado a Austria-Hungría.

### Política: represión cultural y persecución del nacionalismo

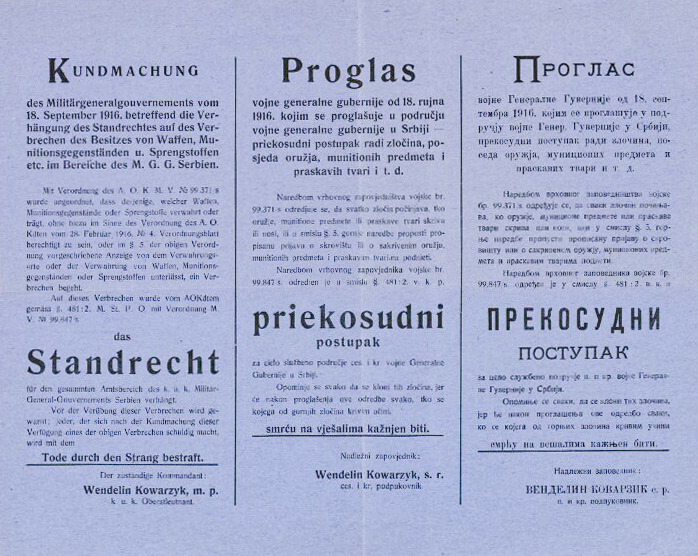
Cartel del 18 de septiembre de 1916 que anuncia la implantación de la ley marcial en Serbia. El castigo por posesión de armas era la muerte por ahorcamiento.

La población de los territorios administrados por los austrohúngaros se hallaba muy debilitada a consecuencia de las privaciones causadas por la contienda. La reducción demográfica, de una población total de un millón cuatrocientas mil personas, había sido notable; la capital, Belgrado, había perdido el 85 % de sus habitantes. Las autoridades de ocupación austrohúngaras llevaron a cabo una política de represión de la población civil.

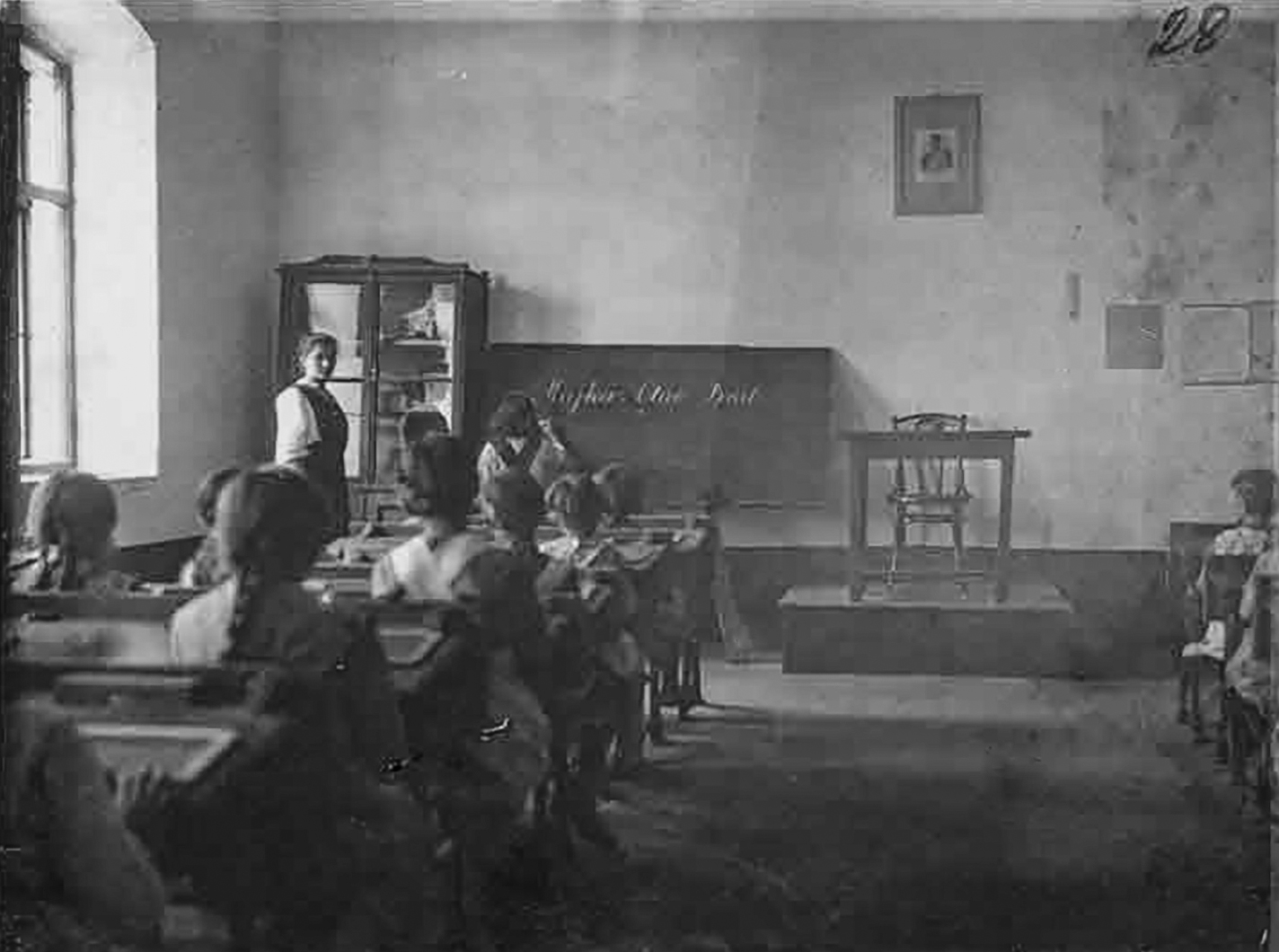
Alumnos serbios de Loznica aprenden el alfabeto latino después de que el cirílico haya sido prohibido por las autoridades austrohúngaras. El retrato del emperador Francisco José cuelga de la pared.

La primera medida de los ocupantes fue implantar un sistema legal que les permitiese asegurar el orden, desbaratar todo intento de oposición guerrillera y explotar los recursos del país. El Ejército austrohúngaro, responsable de la administración ocupante, aplicó medidas de despolitización y desnacionalización de la población. Las autoridades ocupantes aplicaron medidas con el fin palmario de aterrorizar a la población serbia y garantizar su obediencia antes de tratar de alcanzar su meta política: la erradicación de la conciencia nacional serbia. Seguían las precisas directrices de Viena, que tenían por meta el sometimiento total y definitivo del país al imperio. El control de la población por parte del MGG/S siguió fundamentalmente dos documentos: las directivas de administración política de las tierras del Gobierno Militar de Serbia y los principios generales para la administración militar imperial y real de los territorios serbios ocupados. El MGG/S pretendía soslayar la oposición de los mandatarios húngaros a integrar a Serbia en el imperio, pero como territorio que debía permanecer administrado militarmente durante décadas tras el fin del conflicto mundial y el que toda actividad política quedaría prohibida para evitar el resurgimiento del Estado serbio. Tanto Austria-Hungría como Bulgaria anunciaron en 1916 que Serbia había dejado de existir como entidad política, por lo que la legislación internacional sobre poblaciones ocupadas dejaba de poderse aplicar a la población serbia; según los ocupantes, la Convención de Ginebra y las de La Haya ya no eran aplicables a los habitantes del reino ocupado.
Las autoridades ocupantes consideraban que el sentimiento nacionalista serbio suponía una amenaza para la existencia misma de Austria-Hungría. Por ello, las medidas del Gobierno militar tendieron a acabar con la actividad política y el sentimiento nacionalista de la población. Se vetaron las reuniones públicas y los partidos políticos e incluso el alfabeto cirílico se tachó de «peligroso para el Estado» y fue eliminado de la enseñanza y de los espacios públicos; las calles con nombres de personajes considerados nacionalistas cambiaron de nombre. Las autoridades ocupantes prohibieron por tanto toda actividad política y asociativa. También se prohibió el atuendo tradicional serbio y se sustituyó el calendario juliano por el gregoriano. La prensa, que había florecido en la década anterior, quedó reducida a un único periódico, el Belgrader Nachrichten (Noticias de Belgrado), que se publicaba en alemán. También se publicaba en serbio como Beogradske novine y servía de medio de propaganda que ensalzaba las condiciones de vida de la Serbia ocupada. Su objetivo era convencer a los soldados exiliados de que desertasen y volviesen al país.
La instrucción pública fue controlada estrechamente: los profesores serbios fueron despedidos y se los sustituyó por personal civil y militar austrohúngaro, principalmente de origen croata con el fin de que los alumnos pudiesen entender a sus nuevos maestros. La administración austrohúngara se ocupó también de la educación: prohibió los libros de texto existentes, escritos en cirílico y que ensalzaban la historia serbia. Se imprimieron otros nuevos en alfabeto latino que hacían hincapié en el aprendizaje de la lectura, la escritura y la aritmética e inculcaban valores que debían garantizar la paz política y social. Asimismo, se empezó a emplear el alemán en el sistema educativo, como sucedía en el imperio.
Las instituciones culturales como la Real Academia Serbia, el Museo Nacional y la Biblioteca Nacional fueron clausuradas y parte de sus colecciones históricas y objetos artísticos trasladadas al imperio. También se cerró la Universidad de Belgrado y diversas editoriales y librerías. Se vetaron los libros en francés, inglés, ruso e italiano, así como los libros de texto escritos en estos idiomas. Las autoridades de ocupación trataron de privar al pueblo serbio de sus cuadros: maestros, funcionarios e intelectuales. Excluidos de la función pública y de la enseñanza, fueron internados.

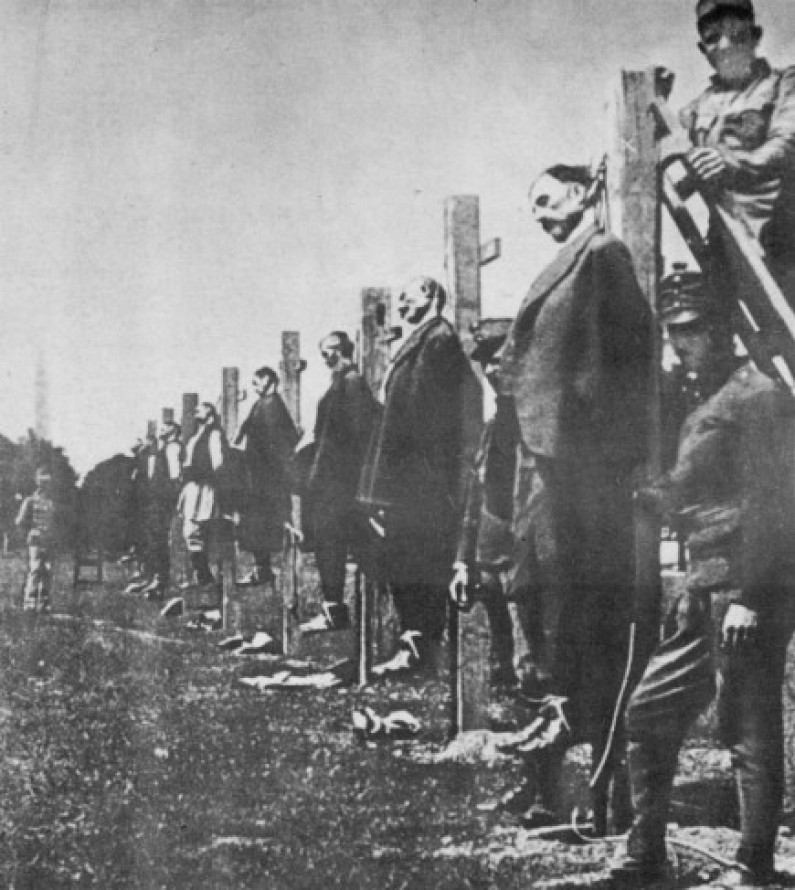
Ajusticiamiento público de supuestos guerrilleros serbios por parte de tropas austrohúngaras, hacia 1916

El Gobierno militar temía un levantamiento general de la población. Para evitarlo, empleó un sistema de toma de rehenes, de incendio de pueblos supuestamente vinculados con las bandas guerrilleras y de incursiones de castigo, medidas destinadas a tratar de eliminar toda resistencia. Todo esto estaba permitido por el apartado 61 del reglamento militar. El desarme de la población se hacía calculando la cantidad de armas que debía de haber poseído cada localidad y haciendo responsables a los notables de su entrega a las autoridades. La posesión de armas se castigaba con la muerte por ahorcamiento. Se definieron además nuevos delitos que juzgaban tribunales militares, como el de lesa majestad. Los ocupantes llevaron a cabo abundantes juicios sumarísimos que acababan en ajusticiamientos. Los condenados por los tribunales militares solían ser fusilados o ahorcados. Se empleó la ley marcial para eliminar todo atisbo de disidencia y severas medidas preventivas para evitar el surgimiento de oposición a la ocupación entre la población civil. Los sospechosos de oponerse a la ocupación sufrían duros castigos, entre ellos la muerte, por fusilamiento u horca. Las autoridades también derribaban la casa de los condenados. A los condenados por resistencia a la ocupación se los solía ahorcar en las plazas de las localidades, a la vista de todos. Los cadáveres se dejaban colgados durante días como escarmiento y advertencia a los que las autoridades tachaban de «espías» y «traidores».

### Deportaciones y trabajos forzados
Tanto el MGG/S como el alto mando imperial dispusieron la deportación preventiva a campos de internamiento de aquellos sospechosos de actividades subversivas. Se calcula que entre ciento cincuenta mil y doscientos mil serbios, mujeres, hombres y niños, fueron deportados a diversos campos situados en el imperio durante la contienda, lo que equivalía a algo más del diez por cierto de la población del país.
Serbia carecía de sección propia de la Cruz Roja, por lo que los prisioneros serbios no tenían acceso a la ayuda de esta, que sí recibían los de otras nacionalidades aliadas. El Ministerio de la Guerra austrohúngaros los consideraba además enemigos internos, no extranjeros; esto, el considerarlos insurgentes o terroristas y combatientes regulares, le permitía al imperio no tener que comunicar a la Cruz Roja la cantidad de prisioneros que tenía ni en qué campos estaban encerrados.

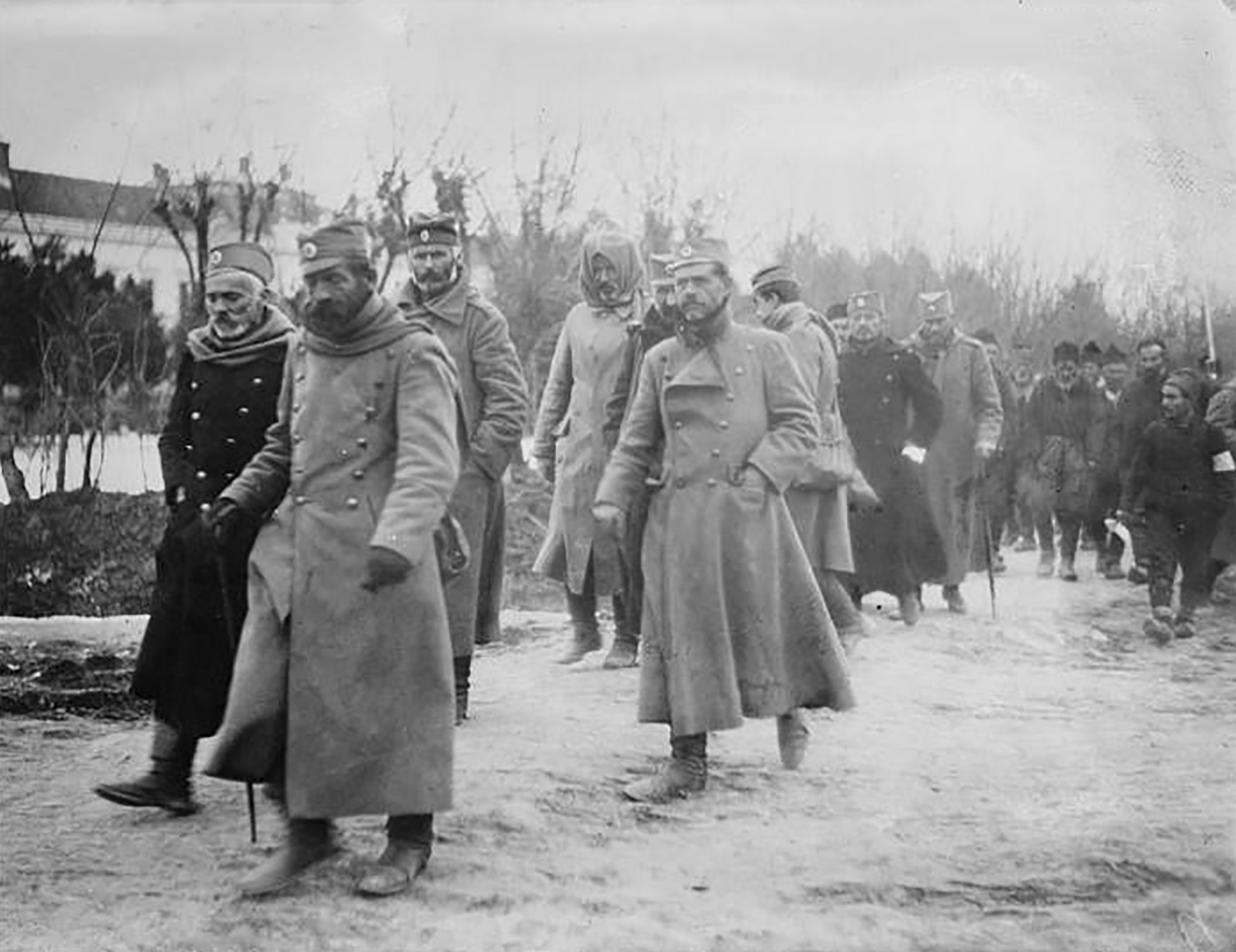
Prisioneros de guerra serbios

Hubo cuatro oleadas de deportaciones en Serbia. La primera se verificó al comienzo mismo de la ocupación, cuando Salis-Seewis ordenó la detención de setenta mil «disidentes», la mayoría hombres en edad militar, exsoldados, activistas políticos o dirigentes políticos y culturales que no se había exiliado. Se detuvo y deportó a campos a profesores universitarios, maestros y sacerdotes, especialmente los que se habían dedicado a actividades políticas, culturales o atléticas. La segunda oleada se produjo tras la entrada en guerra de Rumanía el 27 de agosto de 1917, en el bando de los Aliados. Se dio la orden a mediados de agosto de arrestar a todos los varones entre los diecisiete y los cincuenta años —los que se consideró que estaban en edad de combatir—, que estuvo vigente hasta finales de octubre. Dieciséis mil de ellos fueron deportados a los campos. La tercera oleada tuvo lugar durante el levantamiento de Toplica, en la primavera de 1917, cuando las autoridades creyeron que la resistencia crecería. La cuarta y última aconteció cuando los Aliados abrieron brecha en el frente macedonio en el otoño de 1918.
El campo bohemio de Braunau tenía treinta y cinco mil prisioneros, casi todos serbios, civiles y militares, hombres, mujeres y niños. Según un informe periodístico de 1918, casi todos los niños perecieron a causa de un brote de disentería. Un fosa común se encontró detrás del campo tras la guerra que contenía los restos de 2674 personas; estos se trasladaron a la cripta del campo de  Heinrichsgrün. Esta también albergaba fundamentalmente a serbios, tanto civiles como militares, de los distritos de Šumadija y Kolubara, en el oeste de Serbia. La mortandad media del campo era de cuarenta personas diarias.

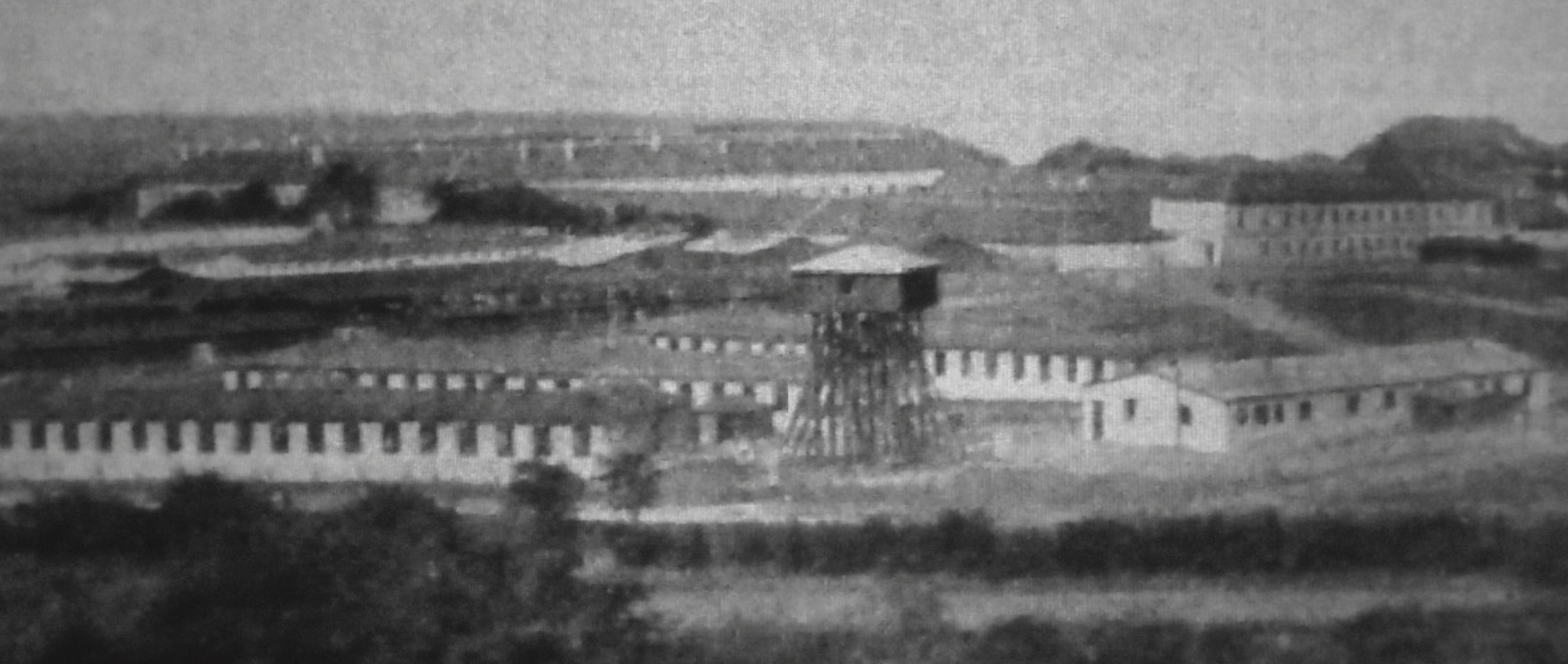
El campo de concentración de Nezsider (en Neusiedl am See, Austria), donde estuvieron encerradas unas diecisiete mil personas, la mayoría serbios y montenegrinos

Los mayores campos en Hungría estaban en el condado de Moson. El de Nezsider se usaba para encerrar civiles de Serbia y Montenegro: era el principal campo al que se enviaba a los sospechosos de «terrorismo» y «agitación». Tenía 9934 prisioneros en mayo de 1917, algunos niños de tan solo nueve años. Diecisiete mil personas pasaron por el campo durante la guerra, de las que se sabe que unas cuatro mil fallecieron en él.
Treinta mil serbios más fueron deportados a los campos en la mitad austríaca del imperio o a trabajar en ella, además de los encerrados en los campos situados en Hungría. Drosendorf y Mittendorf, en la Baja Austria, tenían prisioneros serbios tanto militares como civiles. En el de Mauthausen, en la Alta Austria, miles de prisioneros perecieron a causa de una epidemia de tifus, que albergaba a catorce mil personas; un informe del ejército austriaco indicaba que cinco mil seiscientas fueron enterradas en un cementerio en los primeros meses de la guerra.
En el campo bosnio de Doboj hubo 45 791 prisioneros, civiles y militares, entre el 27 de diciembre de 1915 y el 5 de julio de 1917, según informes oficiales. Se calcula que doce mil de ellos murieron. Hubo otros campos para prisioneros serbios: los de Boldogasszony, Nagymegyer, Arad, Cegléd, Kecskemét y Győr.
Había 39 359 serbios internados fuera del país en mayo de 1917, hombres, mujeres y niños. Las deportaciones causaron escándalo internacional y las protestas de España y de la Santa Sede; esta, a través del nuncio apostólico, se quejó en abril de 1917 que los austrohúngaros detuviesen a mujeres y a niños entre diez y quince años. Al final de la guerra, el ministro de Defensa del imperio admitió que en el campo de Nezsider seguía habiendo quinientos veintiséis niños, cuyo encierro justificó por motivos de seguridad militar.
Un informe de la Cruz Roja del 1 de febrero de 1918 calculaba que a finales del año anterior había doscientos seis mil quinientos detenidos serbios en campos austrohúngaros y alemanes. Según Kramer, los presos serbios eran los peor tratados de Austria-Hungría y entre treinta mil y cuarenta mil de ellos murieron de hambre desde el principio del conflicto hasta enero de 1918.

### Resistencia
Al terminar la campaña de 1915 que concluyó con la derrota serbia, surgieron en el territorio grupos de resistencia que se opusieron a la ocupación de país, formados fundamentalmente por soldados. Estos chetniks reflejaban la larga tradición de lucha guerrillera contra los otomanos, que se había plasmado en la poesía épica y gozado de notable simpatía popular.
El primer grupo guerrillero surgió en los distritos de Novi Pazar y Kosovska Mitrovica a comienzos de 1916 y estaba encabezado por el capitán Kosta Vojinović. El general Conrad ordenó en marzo que se aplicase gran severidad para acabar con la resistencia. El Gobierno militar consideraba que las leyes bélicas internacionales no eran válidas para los guerrilleros (a los que denominaba komitadjis) y tenía la intención de eliminarlos por completo. Utilizó pequeñas unidades antiguerrilleras otomanas y albanesas organizadas a imagen de los streifkorps bosnios y no tropas regulares. El alto mando serbio despachó al veterano guerrillero Kosta Pećanac desde Salónica a finales de septiembre de 1916 para que organizase los grupos resistentes junto con Vojinović.

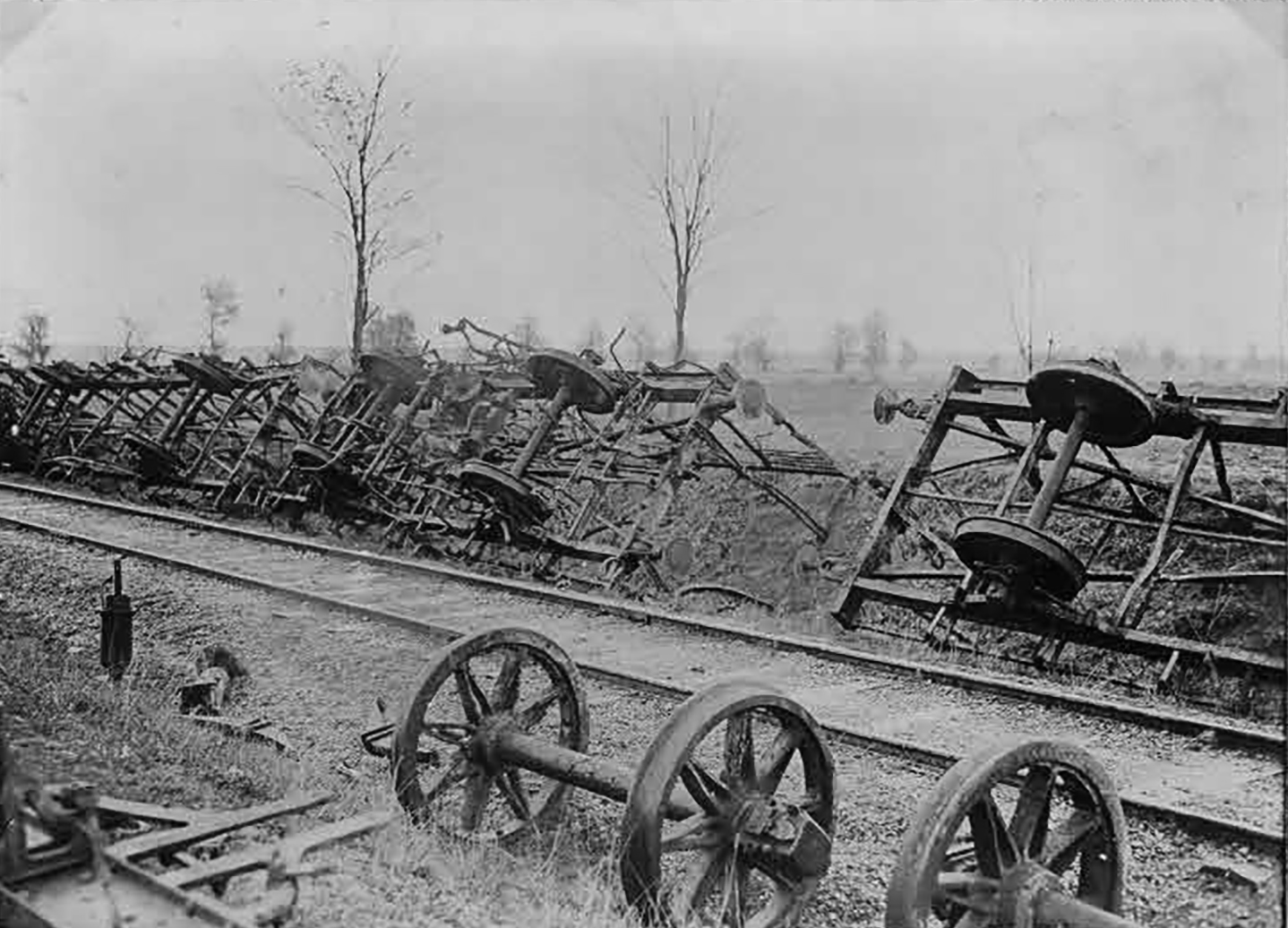
Tren incendiado en Šabac

Vojinović encabezó un levantamiento a principios de febrero de 1917 en la comarca de Kuršumlija y Prokuplje. Los alzados, a los que se sumaron guerrilleros de Montenegro y voluntarios, tomaron Kuršumlija, Prokuplje, Pusta Reka, Lebane y Ribarska. El alzamiento debía haber coincidido con una ofensiva de los Aliados. Aunque poco numerosos al comienzo, los miembros de la resistencia lograron en marzo de 1917 pequeñas victorias, primero sobre unidades búlgaras y luego austrohúngaras, pese a la oposición de los oficiales aliados de enlace venidos de Salónica, que eran contrarios a estas operaciones; los trece mil partisanos serbios consiguieron apoderarse de algunos pueblos en el distrito de Toplica —en la zona de ocupación búlgara— y liberaron parte del valle del Morava antes de que el gran despliegue militar de los ocupantes aplastase el conato de levantamiento el 24 del mes.
Aunque los ocupantes sofocaron esta primera gran maniobra de la resistencia serbia, siguieron sufriendo el acoso de la guerrilla, tanto en Serbia como en Montenegro y no lograron asegurar por completo estos territorios. Los informes austrohúngaros de la época calculaban en veinte mil los serbios muertos durante el fallido levantamiento y en dos mil seiscientos los que habían podido escapar y refugiarse en los montes. Los austrohúngaros tuvieron que traer tropas del frente italiano para colaborar con las tropas y grupos paramilitares búlgaros. Vojinović pereció a finales de 1917 y Pećanac tuvo que esconderse para evitar la persecución de los ocupantes.
Pese a la derrota sufrida en 1917, la resistencia serbia desempeñó un papel destacado en 1918, durante la ofensiva aliada en los Balcanes que comenzó a finales del mes de septiembre. Los guerrilleros fomentaron levantamientos en la retaguardia del enemigo, cada vez más numerosos, que este, enfrentado a la vez a las divisiones aliadas que avanzaban desde Salónica, no pudo reprimir eficazmente. El jefe del Estado Mayor del 11.º Ejército alemán Paul Kirch describió tras la guerra el hostigamiento de los guerrilleros serbios a sus tropas y trenes de suministros y el sabotaje a los ferrocarriles que llevaron a cabo estas bandas durante las operaciones del otoño de 1918.

## Liberación
Tras la derrota final de Bulgaria en la última semana de septiembre de 1918, el territorio serbio devino campo de batalla y llegaron a él las unidades franco-serbias, que avanzaban velozmente hacia el norte. La victoria aliada en batalla de Dobro Polje y de la Ofensiva del Vardar en general había precipitado la capitulación búlgara el 29 de septiembre. El abandono búlgaro de la contienda puso fin al reparto del territorio serbio realizado en 1915; las unidades búlgaras evacuaron el territorio que habían ocupado hasta entonces.
El jefe del Ejército austrohúngaro, Arthur Arz von Straußenburg, ordenó el despliegue de un fuerte contingente en Niš con unidades venidas de Ucrania, con el fin de mejorar la capacidad de sostener el frente al acortarlo; la línea defensiva austrohúngara que partía de Escútari en la costa adriática pasaba por Niš en el interior y continuaba hasta la frontera búlgara; la celeridad del avance enemigo, empero, desbarató el plan. A principios de octubre, los combates llegaron a Niš, que fue conquistada por los Aliados.
Los austrohúngaros abandonaron la ciudad el 11 de octubre y el centro del país a lo largo de los días siguientes; la administración austrohúngara se retiró también, desordenadamente. La evacuación de Belgrado comenzó el 25 de octubre y los Aliados se apoderaron de la ciudad mediante una audaz operación en la que participaron unidades francesas y serbias poco después, el 1 de noviembre. El gobernador general Von Rhemen y su personal había dejado Serbia pocos días antes, el 29 de octubre. Tras un mes de continua retirada, el nuevo jefe del frente serbio, Hermann Kövess, trató en vano de erigir una nueva línea estable de defensa a lo largo de la frontera serbo-austrohúngara, a la que había ordenado retirarse a sus fuerzas la tercera semana de octubre. La liberación del país se completó el mismo día 1 de noviembre.
La liberación fue fruto de la victoria aliada y quedó confirmada jurídicamente por el armisticio acordado entre el Imperio austrohúngaro y los Aliados; entre las disposiciones aceptadas por los austrohúngaros, sumidos en plena crisis, figuraba la evacuación de los territorios que aún ocupaban en los Balcanes.